# Natal Plants
Natal Plants (abreviado Natal Pl.) es un libro con ilustraciones y descripciones botánicas que fue escrito por el deportista, empresario, y botánico sudafricano John Medley Wood y publicado en Durban en 6 volúmenes en los años 1848-1912.